# Collegium Musicum Salzburg
Das Collegium Musicum Salzburg ist ein Kammerchor, den Albert Anglberger im Jahre 1990 als Ergänzung zum großen Universitätschor an der Paris-Lodron-Universität Salzburg gegründet hat.

## Beschreibung
Der Chor besteht vorwiegend aus Studenten an der Universität aus verschiedenen Studienrichtungen, die Chorerfahrung haben und über eine bildungsfähige Stimme verfügen. Kriterien für die Mitwirkung im Kammerchor sind eine geschulte Stimme, Erfahrung im Blattsingen, Zuverlässigkeit im Probenbesuch, Interesse an unterschiedlicher Chormusik aus allen Epochen einschließlich der zeitgenössischen Literatur, Ensemblegeist und Anpassungsfähigkeit.
Der autonom agierende Chor steht auch außerhalb des eigentlichen Aufgabenbereiches zur Verfügung. So hat er etwa 1992 beim Mozartfest in Schwetzingen, zwischen 1995 und 1998 beim Salzburger Adventsingen, regelmäßig beim Carinthischen Sommer in Millstatt sowie bei verschiedenen anderen Veranstaltungen mitgewirkt.
Durchschnittlich finden im Studienjahr ein Advent–, ein Passions- und das Abschlusskonzert vor den Ferien in der zweiten Junihälfte statt.
Neben der klassischen Chor- und Orchesterliteratur wie etwa der h-Moll-Messe BWV 232 und der Matthäus-Passion BWV 244 von Johann Sebastian Bach oder dem Requiem in d-Moll KV 626 von Wolfgang Amadeus Mozart bilden besonders A-cappella-Werke des 20. Jahrhunderts das Repertoire des Chores.

## Repertoire (Auswahl)
- Johann Sebastian Bach: Weihnachtsoratorium BWV 248
- Leonard Bernstein: Chichester Psalms
- Anton Bruckner: Große Messe in f-Moll für Soli, vierstimmigen gemischten Chor und Orchester WAB 28
- Joseph Haydn: Die Jahreszeiten Hob. XXI:3
- Wolfgang Amadeus Mozart: Krönungsmesse in C-Dur KV 317
- Carl Orff: Carmina Burana
- John Rutter: Magnificat
- Pavel Smutný: Missa Heroica für Solisten, gemischten Chor, 2 Trompeten, 2 Posaunen, Kesselpauke und Orgel